# Bernhard Scheller
Bernhard Scheller (* 20. Mai 1852 in Geestemünde; † 29. Mai 1907 ebenda) war ein deutscher Bauunternehmer und Architekt.

## Biografie
Scheller stammte aus einer alteingesessenen Geestemünder Familie. Er studierte Architektur am Polytechnikum Hannover und ließ sich anschließend als Bauunternehmer und Architekt in seiner Heimatstadt Geestemünde nieder.
1878 errichtete er die Synagoge der Synagogengemeinde Wesermünde mit 300 Sitzplätzen auf dem heutigen Grundstück Schulstraße 5. Ein Gedenkstein erinnert heute an die in der Novemberpogromnacht vom 9. auf den 10. November 1938 von den Nationalsozialisten vernichtete Synagoge (siehe hierzu auch Nationalsozialismus in Bremerhaven#Judenverfolgung in Bremerhaven).
Nach seinen eigenen Entwürfen entstand 1896/1897 die zweite Lloydhalle an der neuen Kaiserschleuse.
Er starb 1907 und wurde auf dem Bremerhavener Friedhof in Wulsdorf beigesetzt.

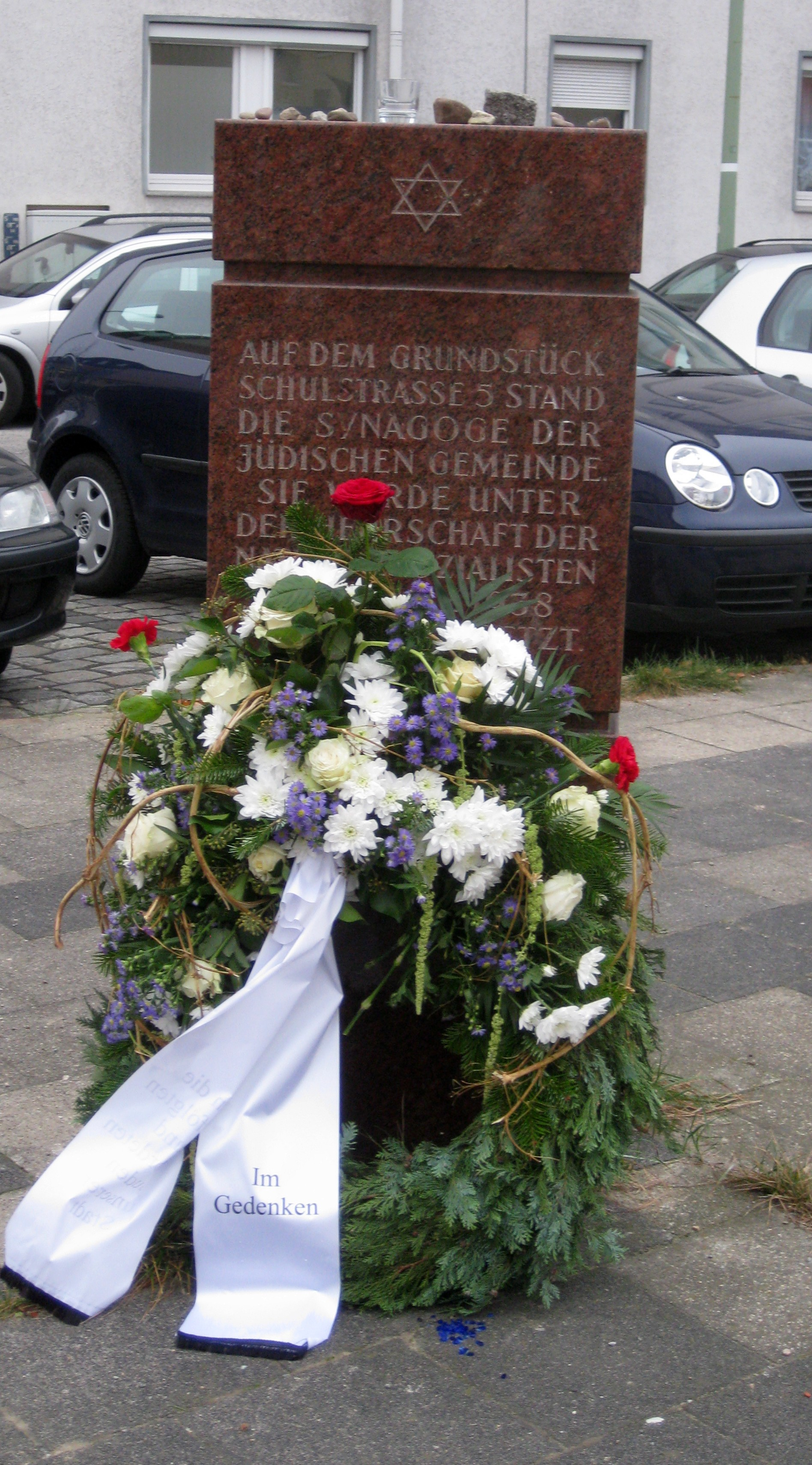
Gedenkstein an der Schulstraße 5, wo sich bis 1938 die von Scheller errichtete Synagoge befand
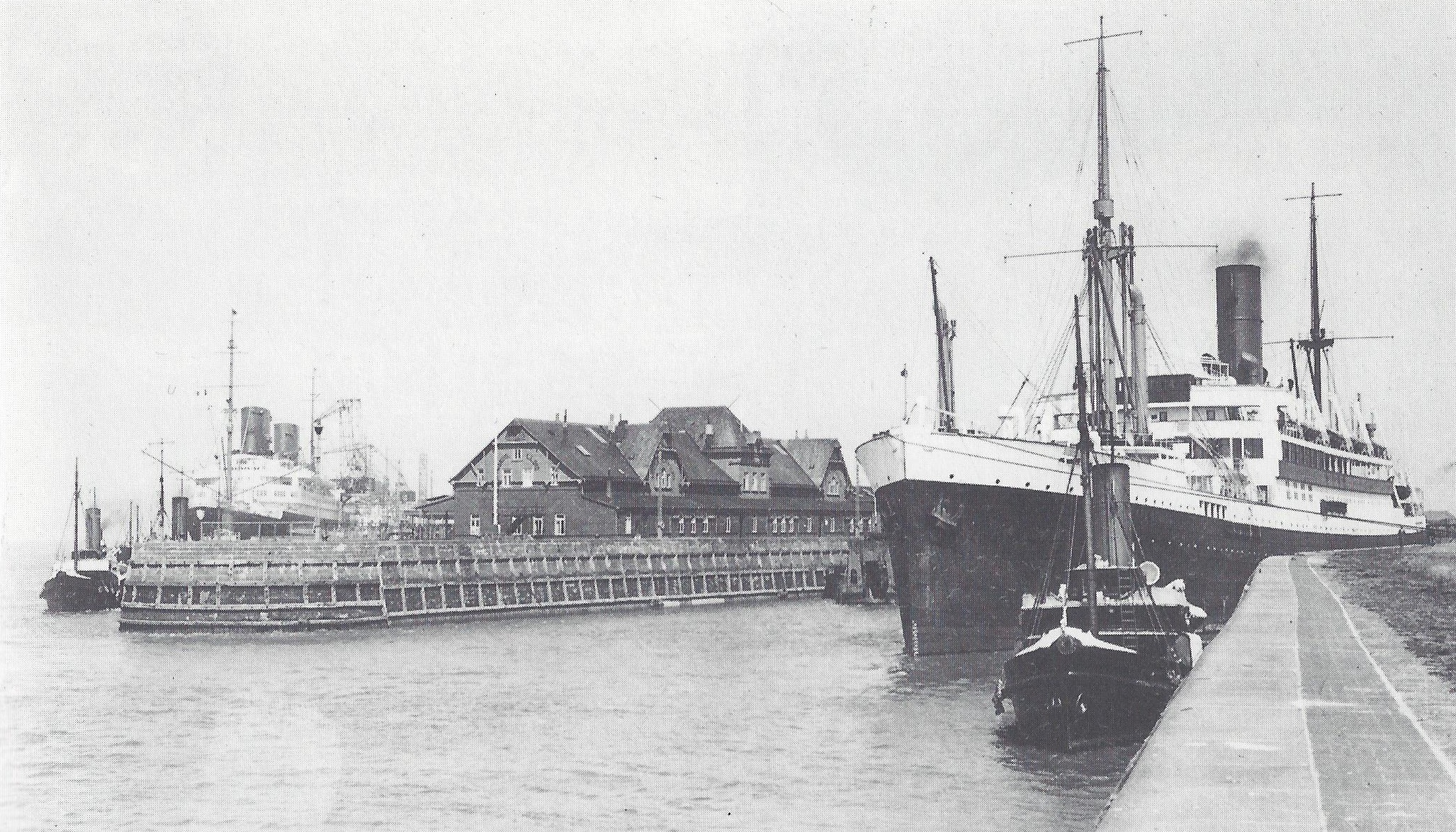
Der von der Hamburg Süd gecharterte Passagierdampfer Sierra Nevada (rechts) vor der Lloydhalle
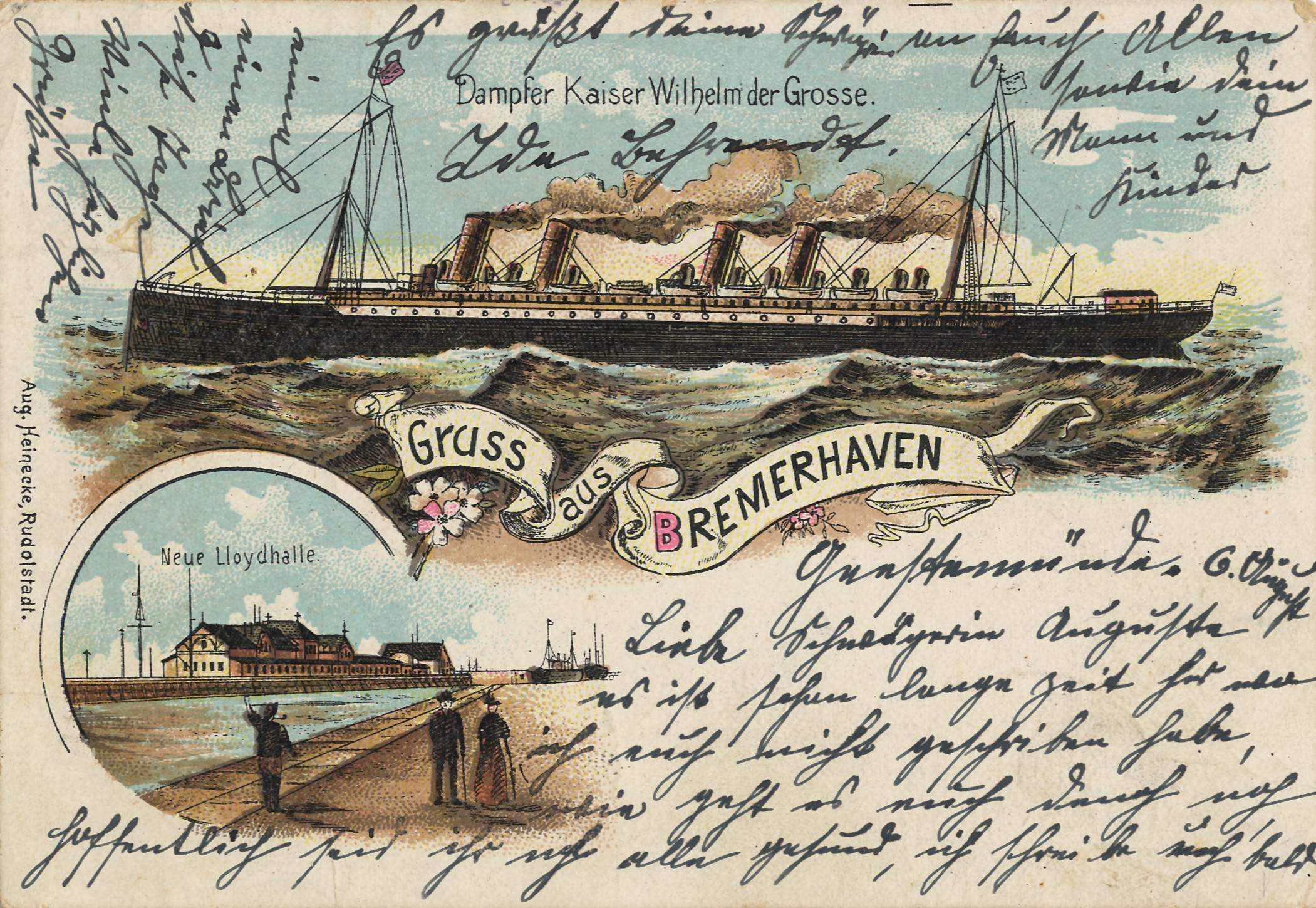
Ansichtskarte vom Dampfer Kaiser Wilhelm der Große und der Lloydhalle
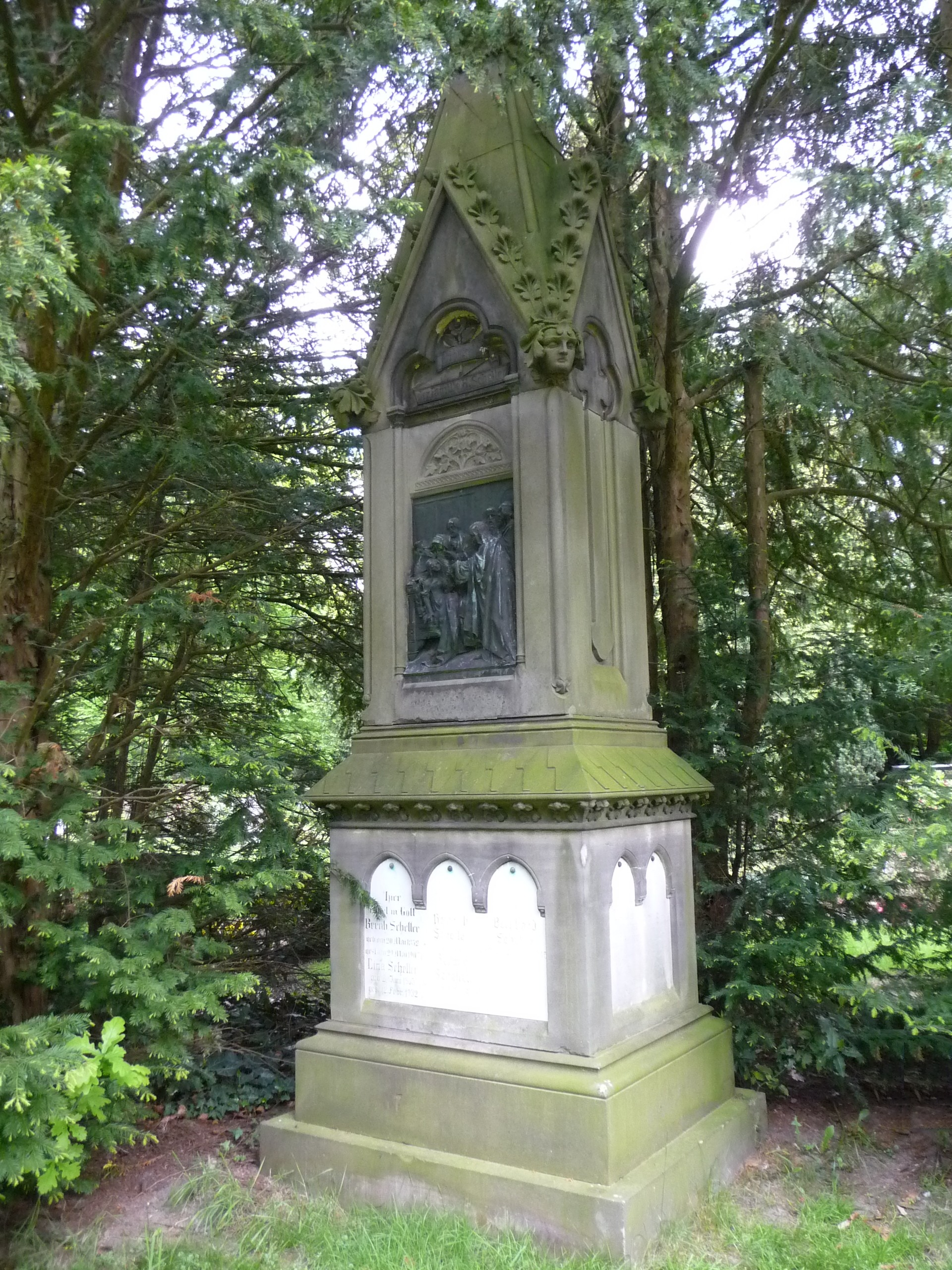
Grabstein der Familie Scheller auf dem Bremerhavener Friedhof in Wulsdorf